# Public Netbase

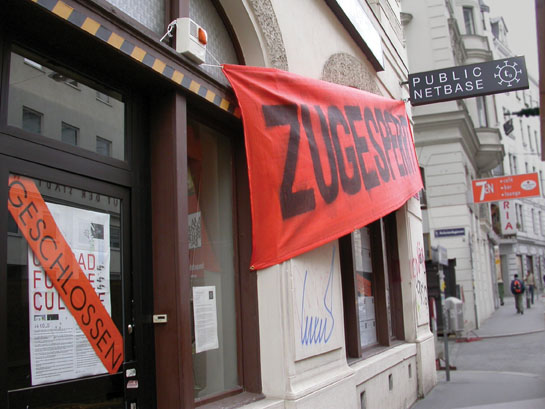
Public Netbase zugesperrt

(Public) Netbase wurde 1994 vom Wiener Institut für neue Kulturtechnologien/t0 als Netzkulturinstitution ins Leben gerufen. Sie bot dem Kunst- und Kulturbereich eine Plattform für die selbstbestimmte Nutzung neuer Medien, fungierte aber auch als Medienkunstgalerie. An der Schnittstelle zwischen Wissenschaft, Technologie und Kunst wurden in Symposien, Ausstellungen und Workshops die Möglichkeiten digitaler Netzwerke ausgelotet und ein kritischer Blick auf die immer stärker von Technologie bestimmte Gesellschaft geworfen.
Als Gründer der (Public) Netbase gilt der Künstler und Medienforscher Konrad Becker.

## Geschichte

### 1994–1997: Anfänge einer Schnittstelle für digitale Netzwerke

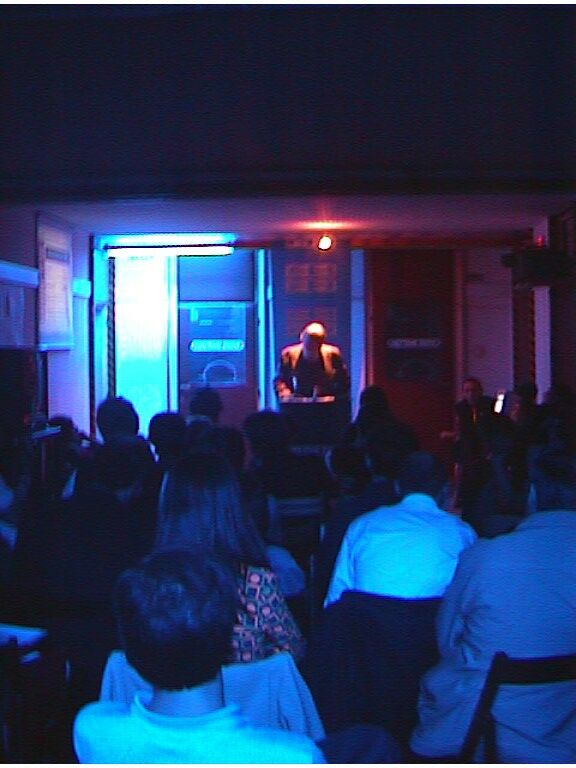

Die Anfänge im Jahr 1994 in gemeinsamen Räumen mit dem Depot waren von einer Kulturpraxis geprägt, die sich durch einen experimentellen Umgang mit Neuen Medien auszeichnete und nicht den etablierten Normen entsprach. Diese frühen Aktivitäten stießen auf großes Interesse bei Kunst- und Kulturschaffenden, die erstmals die Möglichkeit hatten, sich mit den neuen Informations- und Kommunikationstechnologien vertraut zu machen und freien Zugang zum Internet zu erhalten. Einführungsworkshops und begleitende Vorträge fanden großen Zuspruch, und innerhalb kurzer Zeit versammelten sich mehr als 1.000 Nutzer auf der t0-Plattform.
Auf dieser Grundlage konnten in den neu bezogenen Räumlichkeiten im ehemaligen Messepalast (heute MuseumsQuartier) weitere Aktivitäten entfaltet werden, die zur Belebung des damals noch weitgehend ungenutzten Areals beitrugen. In dieser Phase wurde Public Netbase zu einem geschätzten Partner innerhalb der dort ansässigen Institutionen. Durch ein regelmäßiges Veranstaltungsprogramm sowie künstlerische Projekte und Interventionen im öffentlichen Raum, darunter Flesh Machine und Intergalactic Conference, wurde ein breites Publikum erreicht, das den sozio-kulturellen Charakter des Projekts nachhaltig mitprägte.

### 1998/1999: FPÖ – Konflikte und Gerichtsverfahren
Die darauf folgenden Auseinandersetzungen fanden im Kontext kulturpolitischer Debatten in Österreich statt und betrafen 1998 auch Public Netbase. Anlass war eine Veranstaltungsreihe, die sich aus feministischer Perspektive mit den Themen Zensur und Pornografie im Internet auseinandersetzte. Der Titel sex.net. Sex, Lies and Internet wurde von der Freiheitlichen Partei Österreichs (FPÖ) unter Jörg Haider zum Gegenstand öffentlicher Kritik gemacht. In der Folge kam es zu rechtlichen Auseinandersetzungen, in denen ein Gericht Haider untersagte, bestimmte Behauptungen zu wiederholen.
Ungeachtet dieser Debatten setzte Public Netbase seine Arbeit mit Ausstellungen, Konferenzen und Interventionen wie Robotronika und Information Terror fort. Mit Period After unterstützte Public Netbase 1998/1999 die internationale Zusammenarbeit zivilgesellschaftlicher Medien während des Krieges im ehemaligen Jugoslawien und stellte Medienaktivisten aus der betroffenen Region in Wien Ressourcen und Arbeitsmöglichkeiten zur Verfügung.

### 1999/2000: Wenderegierung und elektronischer Widerstand

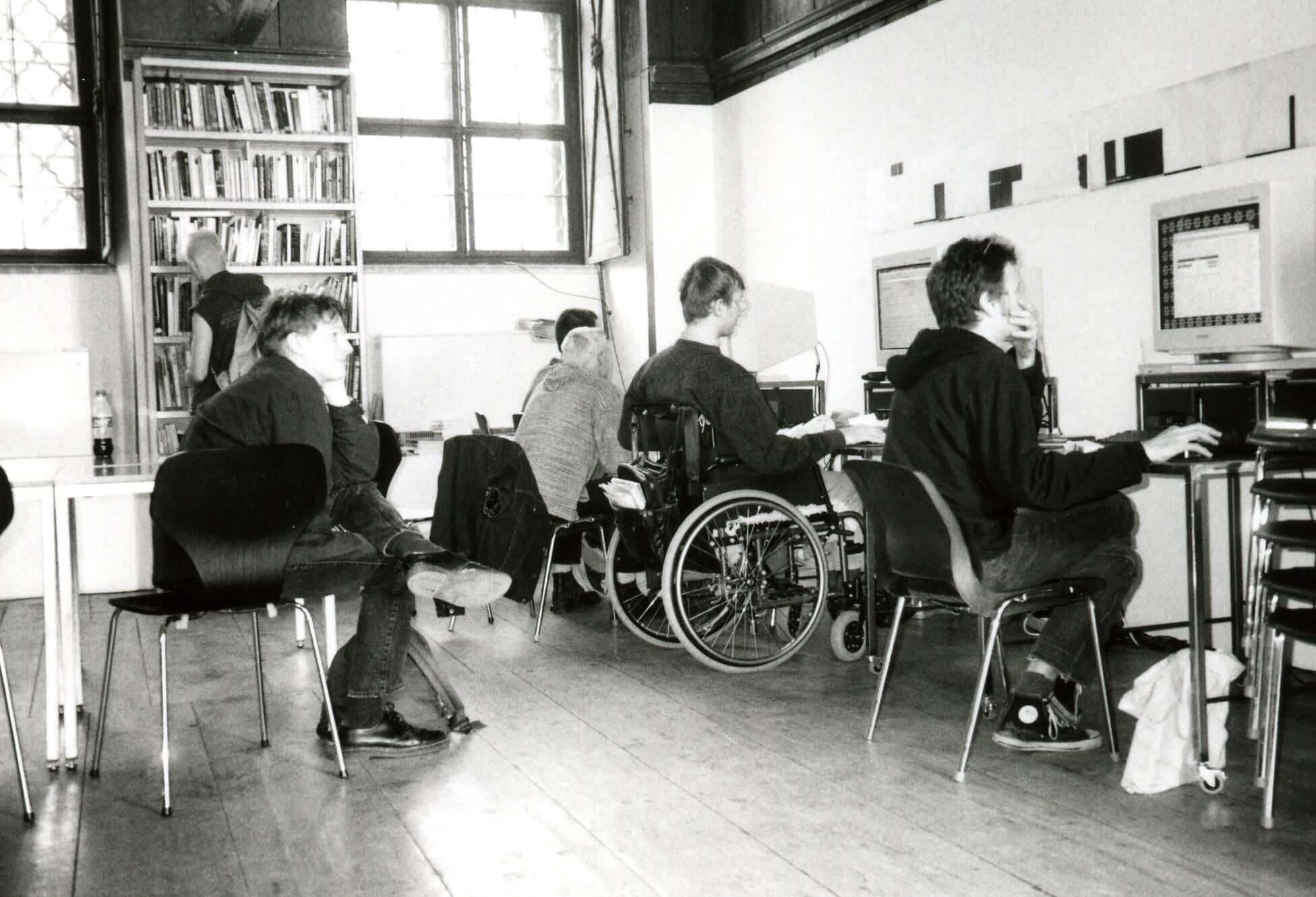

Der Wahlerfolg der Freiheitlichen Partei Österreichs unter Jörg Haider und die anschließende Regierungsbildung mit der Österreichischen Volkspartei (ÖVP) zur Jahrtausendwende führten zu veränderten Rahmenbedingungen für die Arbeit im MuseumsQuartier. Durch die Bestellung einer neuen Geschäftsführung wurde eine zukünftige Einbindung von Public Netbase nicht weiterverfolgt. Kritische Initiativen sahen sich zunehmend mit vertragsrechtlichen Unsicherheiten und organisatorischen Herausforderungen konfrontiert.
Diese Entwicklung spiegelte sich in einer allgemein restriktiveren Kulturpolitik wider. Projekte mit gesellschaftskritischem Fokus gerieten verstärkt unter Druck. Public Netbase, das sich als Technik- und Kommunikationsplattform auch in Protestbewegungen engagierte, war von diesen Veränderungen besonders betroffen. Der vollständigen Streichung der Basisfinanzierung durch die Bundesregierung gingen umfangreiche Betriebs- und Finanzprüfungen sowie der Widerruf internationaler Fördermittel voraus, darunter bereits zugesagte Gelder im Rahmen der Kulturhauptstadt Brüssel 2000.

### 2000/2001: Konflikt und Auszug aus dem Museumsquartier
Vor diesem Hintergrund erklärte sich die Stadt Wien bereit, die durch die ausbleibende Finanzierung seitens der Bundesregierung gefährdete Umsetzung des EU-Projekts zu ermöglichen und die erforderlichen Mittel bereitzustellen. Das damals von der Österreichischen Volkspartei (ÖVP) geführte Kulturressort der Stadt setzte die Auszahlung dieser Gelder jedoch nicht um und verstärkte stattdessen den politischen Druck auf die Wiener Kulturpolitik.
Im Jahr 2001 führte eine Welle internationaler Proteste zu einer Vereinbarung, die auf Vermittlung der Stadt Wien den Verbleib von Public Netbase im MuseumsQuartier sichern sollte. Zehn Monate später wurde diese Abmachung jedoch nicht weiter verfolgt, und Public Netbase musste das Kulturareal verlassen. Dies führte dazu, dass die Organisation dauerhaft auf improvisierte Räumlichkeiten angewiesen war.

### 2001–2006: Verstärkte politische Aktivitäten

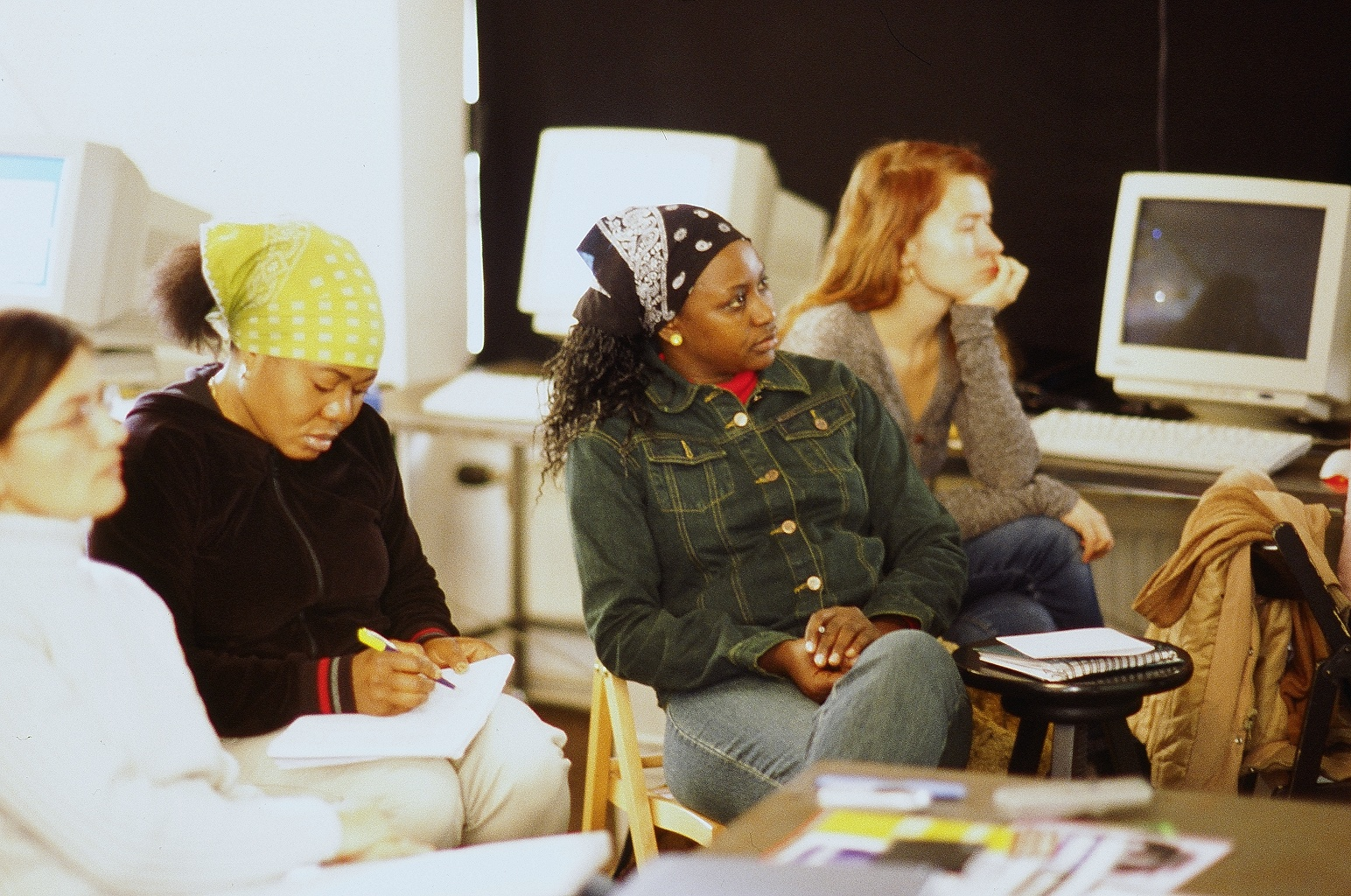

Die Diskussion über Standorte für eine zukunftsorientierte Kunst- und Kulturentwicklung rückte damit erneut in den Fokus. Der Karlsplatz im Zentrum Wiens, der auf Initiative des Bürgermeisters zu einem Kunst- und Kulturstandort umgestaltet werden sollte, bot die Möglichkeit, künstlerische und medienkulturelle Impulse zu setzen. Zudem enthielt das kulturpolitische Programm der Wiener Stadtregierung, das von der Sozialdemokratischen Partei (SPÖ) und den Grünen gemeinsam entwickelt wurde, Pläne zur Förderung von Kultur- und Medienprojekten.
Im Sommer 2003 fanden Protestaktionen statt, um die Stadt Wien an die Umsetzung dieser Vorhaben zu erinnern. Das Mediencamp am Karlsplatz sowie die Aktionen der FreeRePublic-Soundpolitisierung dienten dazu, Aufmerksamkeit für diese Anliegen zu schaffen. Der Karlsplatz wurde in diesem Kontext auch zum Schauplatz künstlerischer Interventionen und Medienprojekte wie Nikeground, Bürgerinitiative Öffnet den Karlsplatz! und System-77CCR.
Bereits 2002 hatte die Wiener Stadtplanung Public Netbase ein Angebot unterbreitet, im Zuge der Umgestaltung des Karlsplatzes und der Modernisierung der U-Bahn-Anlagen neue Räumlichkeiten zu beziehen. Die 2003/2004 erfolgte Kürzung von Fördermitteln durch die Stadt Wien stellte jedoch eine erhebliche Herausforderung dar, die die Umsetzung dieser Pläne erschwerte und zu ersten Einschränkungen im Tätigkeitsbereich von Public Netbase führte.

### Das Ende des Projekts
Im Herbst 2004 wurde das Internet-Service-Providing von Public Netbase eingestellt, wodurch zahlreiche Kunst- und Kulturschaffende sowie damit verbundene Workshop- und Vermittlungsangebote betroffen waren. Hintergrund war, dass die Stadt Wien die Finanzierung nicht weiter sicherte und bereits zugesagte Ko-Finanzierungen nicht auszahlte. Infolgedessen wurde das Profil der Aktivitäten an die veränderten Rahmenbedingungen angepasst, was unter anderem einen Umzug in kleinere Räumlichkeiten zur Folge hatte. Diese Neuausrichtung spiegelte sich auch in einer Namensänderung wider: Public Netbase wurde in Netbase umbenannt.
Zu Beginn des Jahres 2006, nur wenige Monate nach der Eröffnung in den neu adaptierten Räumen sowie einem international viel beachteten Projekt in Bangalore (Indien) wurde der Institution der endgültige Entzug aller Förderungen aus dem Kulturressort der Stadt Wien mitgeteilt.
Das Institut für neue Kulturtechnologien/t0, die Trägerorganisation von Public Netbase, ist durch die 1999 gegründete World-Information.Org (und deren Einrichtung für Forschung und Diskurs, das World-Information Institute) sowie die 2002 gestartete österreichische Online-Politikorientierungshilfe wahlkabine.at weiterhin aktiv.

## Projekte
- Workshops und Einzelveranstaltungen

Im Folgenden sind größere Projekte, Konferenzen, Ausstellungen, Websites und ähnliche Initiativen aufgelistet. Dabei ist zu berücksichtigen, dass insbesondere in der zweiten Hälfte der 1990er-Jahre und zu Beginn der 2000er-Jahre – als Public Netbase über eine entsprechende Infrastruktur verfügte – zahlreiche Workshops sowie ein umfangreiches Veranstaltungsprogramm stattfanden. Dieses umfasste Präsentationen, Diskussionsrunden, Filmvorführungen und Musikevents, die dazu beitrugen, Netzkultur und Medienkunst einem breiten Publikum zugänglich zu machen, Diskurse zu entwickeln und Medienkompetenz zu fördern. Diese kontinuierlichen Aktivitäten spielten eine wesentliche Rolle in der Entwicklung des Bereichs und sind als Ergänzung zu den hier aufgeführten größeren Projekten zu betrachten. Eine detaillierte Auflistung würde jedoch den Rahmen dieses Artikels überschreiten. Weitere Informationen finden sich im Buch Public Netbase: Non Stop Future sowie in einem online zugänglichen Tätigkeitsbericht, der die Aktivitäten bis Herbst 2004 dokumentiert.
- Intergalactic Conference der Association of Autonomous Astronauts (1997)

Hinter dem dadaistisch anmutenden Unterfangen einer „Intergalaktischen Konferenz“ über ein unabhängiges communitybasiertes Raumfahrtprogramm steht eine kritische Auseinandersetzung mit der Zugänglichkeit von Technologie und mit Politiken des Raumes.
- Infobody Attack (1997)

Diese im Oktober 1997 durchgeführte Veranstaltungsreihe beschäftigte sich mit Überwachung und Kontrolle in der Informationsgesellschaft.
- Flesh Machine: A Genexploitation Project (1997)

Das Projekt des Critical Art Ensemble zur „biotechnologischen Revolution“ wurde erstmals in Wien realisiert. Es konnten unter anderem in ’’The Cloning Project’’ Freiwillige ihre DNA einem Screening unterziehen lassen und erfahren, ob sie im allumfassenden Biokapitalismus als geeignet für die Reproduktion eingeschätzt würden oder nicht. In einer multimedialen Lecture stellten Mitglieder des CAE die Hintergründe des Projekts dar.
- Information Terror (1998)

Im Rahmen dieses in Kooperation mit The Society of the Unknown (London/UK) durchgeführten Projektes wurde ein Transport-Container vor der Wiener Oper „in ein psychogeographisches Feedback-System transformiert“.
- Robotronika (1998)

In dieser aus einem Symposium und einer Ausstellung bestehenden fünftägigen Veranstaltung wurden aktuelle Entwicklungen im Bereich Automatisierung und Robotik vorgestellt und die Auswirkungen hinterfragt.
- Period After (1998/99)

Dieses in einem Netzwerk mit südosteuropäischen Medieninitiativen betriebene Projekt befasste sich mit den potenziellen Konsequenzen der ‚Balkankrise’ und den Entwicklungen im Bereich Medien und zeitgenössische Kultur.
- Synworld playwork:hyperspace (1999)

beschäftigte sich mit dem Verhältnis zwischen populären Games und wissenschaftlich und sozial relevanten Entwicklungen. Es bot ein sehr umfassendes Programm aus Vorträgen, Installationen, Multimediapräsentationen, Games Stations und einer Lounge.
- Kultur.Netz.2000+ (1999)

In einer Veranstaltung und der Entwicklung eines kulturpolitischen Forderungspapiers wurden u. a. die Schaffung eines „österreichischen Cultural Backbone zur Vernetzung der Kulturschaffenden“, die Unterstützung von Infrastrukturen zur Förderung von Medienkompetenz und die verstärkte Einbeziehung von Kunst und Kultur im Bereich der Informations- und Kommunikationstechnologien gefordert.
- European Cultural Backbone (1999–2003)

European Cultural Backbone (ECB) war ein Zusammenschluss von Organisationen und Einzelpersonen im Medienkulturbereich, die gemeinsam an der kreativen Nutzung partizipativer Medien im Sinne sozialer Veränderung arbeiteten.
- fremd.netz (1999)

Dieses antirassistische Projekt, das zu Zeiten der Formierung der rechtskonservativen ÖVP-FPÖ-Regierung in einer Wiener U-Bahn-Station durchgeführt wurde, umfasste u. a. die Medienkunstinstallation „Fremdsteuerung“ von Franz Xaver, mehrere Vorträge sowie Präsentationen von Period After und der sich gerade formierenden Plattform Get to Attack.
- government-austria.at (2000/2001)

Am 4. Februar wurde die rechtskonservativen ÖVP-FPÖ-Regierung angelobt, am 19. Februar fand die erste Großdemonstration gegen sie statt, und in der Zeit dazwischen wurde diese Website gestartet, die eine Diskursserie repräsentiert, „die sich explizit dem Dialog mit der schwarz-blauen Regierung verweigert hat und stattdessen eine eigene Identität aufbauen wollte.“
- free.netbase.org (2000–2004)

dokumentierte die politischen Repressionen, denen Public Netbase durch die rechte österreichische Regierung ausgesetzt war, sowie internationale Solidaritätsbekundungen.
- Interface Explorer (2001)

präsentierte aktuelle Trends in der Entwicklung von neuen Interfaces und Webbrowsern. Im Rahmen der Veranstaltung Interface Explorer wurden einerseits konkrete Projekte internationaler Künstler vorgestellt, die sich in verschiedenster Weise mit der Thematik auseinandersetzen, andererseits wurde im Gespräch mit Experten ein Forum zur Diskussion des aktuellen Entwicklungsstandes und der Zukunft von Netzkommunikationsmitteln angeboten. Die Veranstaltung wurde von Johannes Grenzfurthner ko-kuratiert.
- Basecamp (2001/2002)

Unter diesem Titel wurden in diesem Zeitraum drei Installationen im öffentlichen Raum im und vor dem Wiener Museumsquartier errichtet, die je ein Medienprojekt präsentierten: die virtuelle Plakatwand „Remote Viewing“, das SMS-Projekt „Text-FM“ und das Musikprojekt „Remote Jam“ statt.
- free:re:public (2001–2004)

Im Zeichen der „Soundpolitisierung“ fand ab 2001 in Wien jährlich eine Jugendkultur-Kundgebung statt. „FREE RE PUBLIC steht für einen freien Zugang zu Bildung und eine partizipative Nutzung von elektronischen Medien, für gesellschaftliche Selbstbestimmung und für das Recht auf Selbstorganisation.“
- Dark Markets (2002)

Diese strategische Konferenz untersuchte aktuelle Zusammenhänge zwischen Medienpolitiken, Informationstechnologien und Demokratietheorien. Untersucht wurden die Strategien oppositioneller politischer Bewegungen und die Rolle neuer Medien.
- Flughafenaktion gegen illegalen Datentransfer (2003)

Als Teil seiner Kooperation im „European Digital Rights“ Netzwerk führte Public Netbase eine Aktion am Wiener Flughafen durch, in der Passagiere darüber informiert wurden, dass durch eine neue Verordnung der EU-Kommission Daten ohne ihr Wissen an US-Behörden weitergegeben werden können.
- Open Cultures (2003)

Dieses aus einer zweitägigen Konferenz, Workshops und einer Ausstellung bestehende Projekt beschäftigte sich mit Politiken der Infosphäre und inventiven Ansätzen zur Weiterentwicklung eines „free flow of information“.
- Demokratie und Öffentlichkeit in der Informationsgesellschaft (2003)

Wenige Tage nachdem der Weltgipfel zur Informationsgesellschaft (World Summit on the Information Society, WSIS) in Genf stattgefunden hatte, setzte sich Public Netbase in zwei öffentlichen Veranstaltungen kritisch damit auseinander.
- Free Media Camp (2003)

Am 27. Juni 2003 wurde am Wiener Karlsplatz ein Camp der Freien Medien eingerichtet, um der Öffentlichkeit ins Bewusstsein zu rufen, dass die Existenz der unabhängigen und partizipativen Medieninitiativen in Wien unverändert massiv gefährdet ist. In den vier Monaten, in den das Camp bestand, fanden etwa 100 Einzelveranstaltungen (Diskussionen, Präsentationen, Konzerte, Screenings etc.) statt. Eine Kooperation von Public Netbase mit der IG Kultur Wien, der unabhängigen Zeitung MALMOE, dem Community Radio Orange 94.0 sowie der Medienkooperative PUBLIC VOICE Lab.
- nikeground (2003)

Das in Kooperation mit 0100101110101101.ORG realisierte Projekt reagierte auf die zunehmende kommerzielle Schließung des öffentlichen Raums. Die Umbenennung des Karlsplatzes, eines der prominentesten historischen Plätze in Wiens Zentrum, in „Nikeplatz“ wurde angekündigt. Als Teil dieser Umbenennung wurden Pläne für die Errichtung eines 36 Meter hohen Monuments in Form des Firmenlogos bekannt gegeben. Wirklich errichtet wurde ein futuristisch anmutender gläserner Pavillon, der für einen Monat ein weithin sichtbares Zeichen dieser angeblichen Umbenennungspläne bildete. Das Projekt führte zu Diskussionen in den auf Kunst, Kultur, Urbanismus etc. fokussierten Szenen, war aber auch gleichzeitig spektakulär und glaubwürdig genug, um verschiedenste Protestbekundungen von Bürgern wie auch ein breites Medienecho auszulösen.
- Kein Asylverfahren im World Wide Web! (2003/2004)

Dieses antirassistische Projekt reagierte auf die Verschärfung der Asylpolitik durch die ÖVP-FPÖ Bundesregierung in Österreich. In Workshops wurde jugendlichen Asylsuchenden die Möglichkeit geboten, sich wichtige Kenntnisse im Umgang mit Informations- und Kommunikationstechnologien anzueignen.
- S-77CCR - System 77 Civil Counter-Reconnaissance (2004)

S-77CCR beschäftigte sich kritisch mit Überwachungstechnologien und spielte mit der Idee, der Zivilgesellschaft ihre eigenen Tools zur Überwachung des öffentlichen Raums zur Verfügung zu stellen. “Überwachung von oben für Bewegungen von unten!” (Brian Holmes)
- Kunst != Bioterrorismus (2004)

Nachdem der Künstler und Wissenschaftler Steve Kurtz, Gründungsmitglied des Critical Art Ensemble, vom FBI verhaftet wurde und ihm eine Verurteilung nach dem US-amerikanischen Terrorismusgesetz drohte, organisierte Public Netbase in Wien Solidaritäts- und Protestveranstaltungen.
- Free Bitflows (2004)

Im Rahmen dieses Projektes, das sich mit „Cultures of Access and Politics of Dissemination“ beschäftigte, fand im Juni 2004 ein umfassendes Programm aus Konferenz, Workshops und einer Ausstellung statt.
- Voll geil oder voll daneben? (2005)

Anlässlich des vom Europarat für 2005 ausgerufenen Jahres der Politischen Bildung beschäftigte sich diese Diskussionsveranstaltung mit der Frage, ob die angeblich geringe Begeisterungsfähigkeit der Jugendlichen für Politik nicht doch auf die Methoden der Politischen Bildung und die Politikdarstellung in Gesellschaft und Medien zurückzuführen ist.
- ZKW kf45 2005

Sechzig Jahre nach dem Ende des Zweiten Weltkriegs und fünfzig Jahre nach der Unterzeichnung des österreichischen Staatsvertrags wurde 2005 als offizielles „Jubiläumsjahr“ begangen, womit sich dieses „virtuelle Drama in vier Akten“ kritisch auseinandersetzte.
- Patriotismus oder Vaterlandsverrat (2005)

Ein weiteres Projekt zum österreichischen „Jubiläumsjahr“ 2005: ein Quiz mit 22 Fragen stellte fest, welchem von acht Typen im Spannungsfeld von „Patriotismus und Vaterlandsverrat“ man am ehesten entspricht.
- Raubkopieren macht impotent! (2005/2006)

Dieses Medienguerilla-Projekt reagierte auf die "Raubkopierer sind Verbrecher"-Kampagne der deutschen Filmwirtschaft. Die Gründung eines „Konsortium ZKM“ wurde bekannt gegeben und die Übernahme der Kampagne auch in Österreich angekündigt. U.a. wurde in Wiens bekanntester Einkaufsstraße eine Pressekonferenz fingiert, in der Raubkopierer für Delikte wie „geschützte Klingeltöne an Freundin geschickt“ öffentlich an den Pranger gestellt wurden.